# Boone (Colorado)
Boone è un centro abitato (town) degli Stati Uniti d'America, situato nella contea di Pueblo dello Stato del Colorado. 

## Geografia fisica
Nel censimento del 2000 la popolazione era di 323 abitanti.
Secondo i rilevamenti dell'United States Census Bureau, Boone si estende su una superficie di 1,2 km².